# Michael Diamond

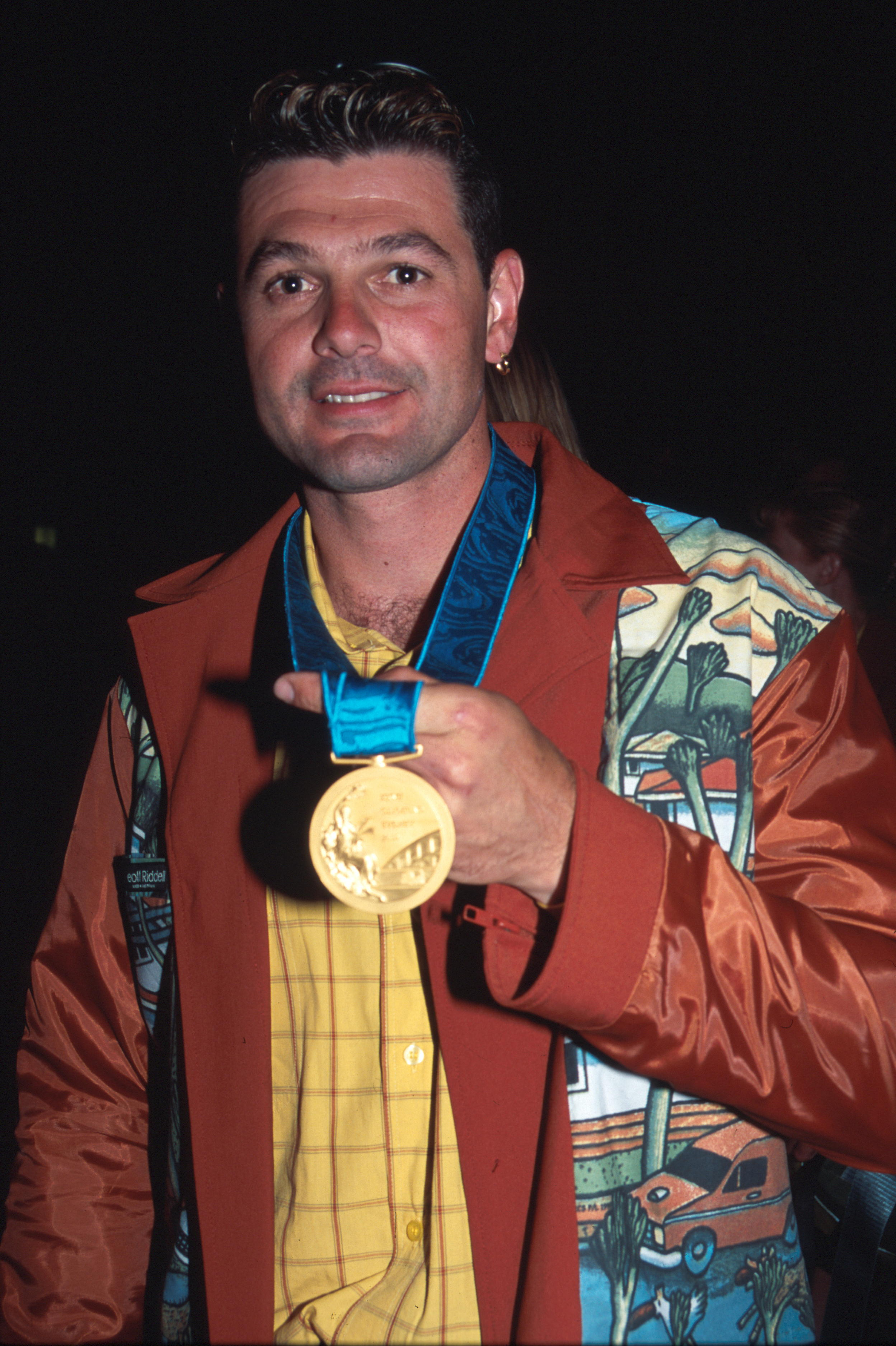
Michael Diamond, 2000

Michael Constantine Diamond OAM (* 20. Mai 1972 in Sydney) ist ein australischer Sportschütze. Der Spezialist im Trap und Doppeltrap wurde zweimal Olympiasieger.
Michael Diamond wurde 1991 im Trap Vizeweltmeister hinter dem Italiener Marco Venturini. 1992 in Barcelona nahm Diamond erstmals an Olympischen Spielen teil, belegte aber im Halbfinale nur den elften Platz. 1995 wurde Diamond erneut Vizeweltmeister, diesmal besiegte ihn der Italiener Giovanni Pellielo. Bei den Olympischen Spielen 1996 in Atlanta verpasste Pellielo das Finale, während Diamond als Führender das Finale der besten sechs erreichte, dort als einziger alle Wurfscheiben traf und Olympiasieger wurde.
1998 wurde Diamond Weltmeister im Doppeltrap, der dabei aufgestellte Weltrekord ist auch zehn Jahre später noch in Kraft. Ebenfalls 1998 siegte Diamond im Trap bei den Commonwealth Games, 1999 gewann er seinen ersten Weltmeistertitel im Trap. In seiner Heimatstadt Sydney bei den Olympischen Spielen 2000 musste er mit einer für Sportschützen eher unüblichen Medienaufmerksamkeit fertigwerden –, galt er doch als Olympiasieger und amtierender Weltmeister als einer der klarsten Goldanwärter der Gastgeber. Diamond hielt dem Druck stand und verteidigte recht überlegen seinen Olympiasieg.
2001 wurde Diamond erneut Weltmeister, im Jahr darauf belegte er den zweiten Platz. Bei den Commonwealth Games 2002 siegte er im Trap und zusammen mit Adam Vella in der Trap-Mannschaft, mit Russell Mark gewann er Silber in der Mannschaftswertung im Doppeltrap. Bei den Olympischen Spielen 2004 konnte sich Diamond als Achter nicht für das Finale der besten sechs Schützen qualifizieren. Erst 2006 konnte er bei den Commonwealth Games wieder einen wichtigen Wettbewerb im Trap gewinnen. 2007 wurde Diamond zum dritten Mal Weltmeister im Trap, wobei er einen Weltrekord aufstellte, der im Sommer 2008 von Karsten Bindrich übertroffen wurde. Bei den Olympischen Spielen 2008 erreichte Diamond das Finale der letzten sechs Schützen, verpasste als Vierter aber knapp eine Medaille.
In Anerkennung der Verdienste um den Sport als Goldmedaillengewinner bei den Olympischen Spielen 1996 in Atlanta wurde er 1997 mit der Medaille des Order of Australia ausgezeichnet.